# 羅蘋·荷布
瑪格麗特·阿斯特麗德·林霍爾姆·奧格登（英語：Margaret Astrid Lindholm Ogden，1952年3月5日—），筆名羅蘋·荷布（英語：Robin Hobb），是一位美國女奇幻小說作家，代表作為《刺客正傳系列》，首部曲《刺客學徒》於1995年出版。

## 作品
- 《刺客正传》三部曲（The Farseer Trilogy）
- 《刺客后传》三部曲（The Tawny Man Trilogy）
- 《蜚滋與弄臣》三部曲（The Fitz and The Fool Trilogy）
- 《魔法活船》三部曲（Liveship Traders Trilogy）
- 《士兵之子》三部曲（Soldier Son Trilogy）
- 《雨野原》四部曲（The Rain Wilds Chronicles）